# Gnorimosphaeroma tondaense
Gnorimosphaeroma tondaense is een pissebed uit de familie Sphaeromatidae. De wetenschappelijke naam van de soort is voor het eerst geldig gepubliceerd in 1999 door Nunomura.